# Jastrzębia (Wadowice)
Pour les articles homonymes, voir Jastrzębia.
Jastrzębia est une localité polonaise de la gmina de Lanckorona, située dans le powiat de Wadowice en voïvodie de Petite-Pologne.
Jastrzębia offre une vue panoramique magnifique sur les montagnes Tatras et Babia Góra depuis la colline Góra Zamkowa (Mont du Château), la plus haute de la région.

## Histoire
- Jastrzębia est mentionnée pour la première fois en 1402 comme une banlieue de Lanckorona.
- Au XVIe siècle, elle était un village indépendant et faisait toujours partie du domaine de Lanckorona.
- Après 1777, elle est devenue la propriété de Franciszka Kurlandzka, des Carignan et des Montleart. Plus tard, elle a appartenu aux Habsbourg de Żywiec, puis au sénateur Zygmunta Lewakowski de Zakrzów et à son fils Jakub.
- Le 29 avril 2020, le conseil municipal de Lanckorona a décidé de donner le nom de Konfederatów Barskich à l’école primaire de Jastrzębia.

## Infrastructures
- Le village possède un manoir et un centre culturel.
- Le complexe de la ferme comprend des bâtiments agricoles disposés en forme de fer à cheval. À l’ouest se trouve un manoir d’un étage.
- Une chapelle en pierre datant de 1935 est également considérée comme un monument historique.